# Jeanette Wohl
Jeanette Wohl (née le 16 octobre 1783 à Francfort-sur-le-Main et morte le 25 novembre 1861 à Paris) est une amie et correspondante de longue date de Ludwig Börne. Elle a hérité des droits sur ses œuvres littéraires après sa mort et a édité ses œuvres. Elle est enterrée au cimetière du Père-Lachaise à Paris.